# 黃見三
黃見三，字景知，一字心垣，福州長樂青山下人。清朝政治人物，同進士出身。

## 生平
黃見三為咸豐三年（1853年）癸丑科三甲進士，河南即用知縣，歷官杞縣、汜水、内黃、林县、太康等縣及鄭州，升補睢州知州。為人慷慨，極重友情，資助貧寒士子上京會試。因丁憂停職，在籍守喪期間授邑令彭光藻所聘修成《長樂縣志》。服闕後因分校鄉試，積勞成疾，差竣而卒，年六十四歲。

## 著作
著有《學宮景仰篇》四卷，《全史輯要》二卷。